# Scieropepla acrates
Scieropepla acrates är en fjärilsart som beskrevs av Edward Meyrick 1890. Scieropepla acrates ingår i släktet Scieropepla och familjen praktmalar, Oecophoridae. Inga underarter finns listade i Catalogue of Life.